# Tiy
Tiy (o Ty o anche, in tedesco, Teje; da evitare la pronuncia inglese /tai/) (Panopoli, ca. 1398 a.C. – Akhetaton, ca. 1339/1338 a.C.?) è stata una regina egizia, "Grande sposa reale", ossia moglie principale, di Amenofi III, sovrano della XVIII dinastia egizia.
|                |       |    |    |
| \| \| \| \| \| |       |    |    |
|                |       |    |    |
| U33            | i · i | Z4 | B7 |

| U33 | i · i | Z4 | B7 |

|                |       |    |    |
| \| \| \| \| \| |       |    |    |
|                |       |    |    |
| U33            | i · i | Z4 | B7 |

| U33 | i · i | Z4 | B7 |

Tjy - Tiy

## Famiglia e primi anni
Tiy era figlia di Yuya, ricco possidente terriero di origini probabilmente nobili ma non eccelse oriundo di Akhmin, ove ricopriva anche i ruoli di sacerdote, soprintendente dei buoi, comandante della cavalleria. La madre, Tuia, oltre che responsabile dell'harem di Min, era soprattutto inserita nella gerarchia di vari culti religiosi, come attestano i suoi titoli (fra cui, "cantrice di Hathor", "capo degli intrattenitori" sia del culto di Amon che di Min etc.), per cui si sono ipotizzati legami di parentela di Tuia con la famiglia reale. Tiy aveva anche un fratello, Anen, che fu "secondo profeta di Amon". Alcuni studiosi hanno speculato che l'alto funzionario Ay, successore di Tutankhamon dopo la morte prematura di questi nel 1323 a.C., avrebbe potuto essere congiunto di Tiy. Non vi sono iscrizioni o monumenti che esplichino questo legame, ma alcuni lo ritengono probabile perché Ay, Yuya e Tuia erano tutti nativi di Akhmin, e perché Ay ereditò i titoli e le onorificenze di cui Yuya si fregiava alla corte di Amenofi III.
Alcuni egittologi hanno suggerito che il padre di Tiy fosse uno straniero, soprattutto dall'osservazione del lineamenti della sua mummia e dalla svariate pronunce del suo nome, la qual cosa potrebbe implicare che "Yuya" non sia un nome egiziano, ma straniero, adattato di volta in volta alle cadenze egizie. Alcuni hanno pensato che le forti e anticonvenzionali opinioni religiose della regina Tiy fossero dovute a un retaggio straniero, più che al suo forte carattere.

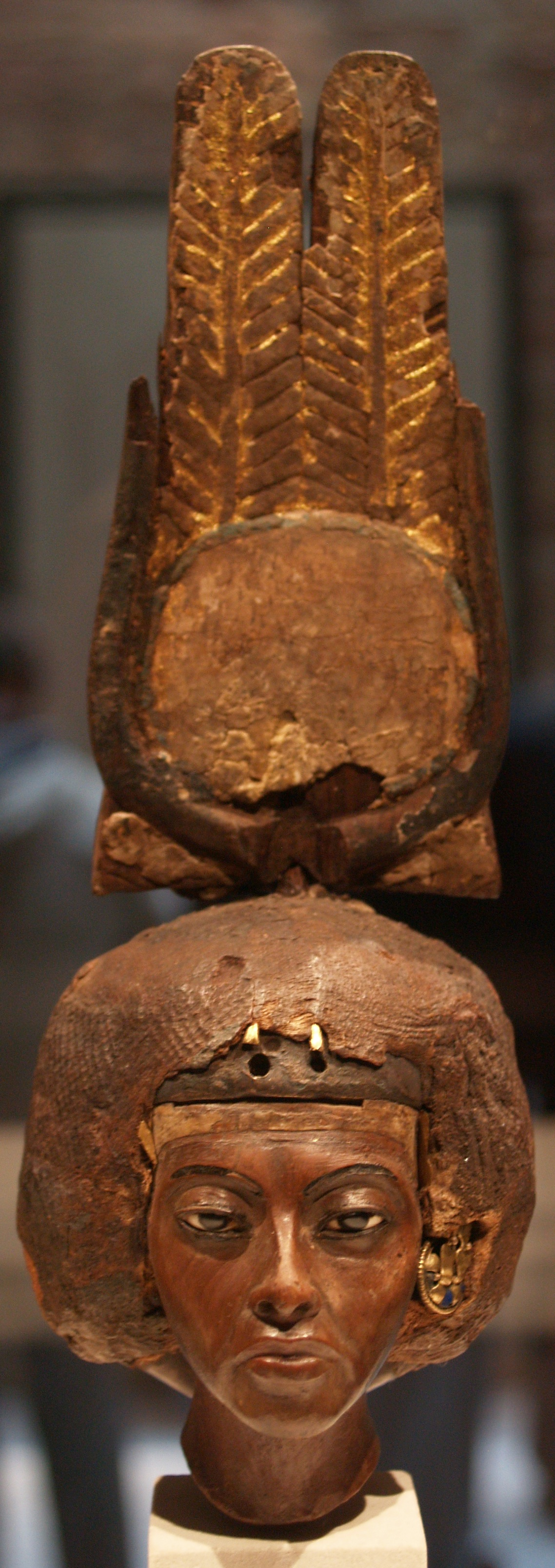
Testa della regina Tiy. Berlino, Neues Museum.

Nonostante non fosse di sangue regale, fu elevata al rango di "grande sposa reale", ossia di regina d'Egitto, da Amenofi III; il matrimonio risale al 2º anno di regno, ossia al 1390 a.C. circa, e gli sposi erano ancora bambini: forse Tiy non aveva nemmeno dieci anni, e Amenofi sicuramente meno di dodici. Ebbe numerosi figli da Amenofi: 
- Thutmose, principe ereditario e sommo sacerdote di Ptah, che ancora giovane premorì al padre;
- Amenofi, che sarebbe poi divenuto faraone, famoso come Akhenaton;
- Sitamon, la primogenita, che divenne consorte del padre e regina col titolo supremo di "Grande sposa reale" (poteva essercene più di una contemporaneamente a corte) intorno al 30º anno di regno del padre[7];
- Iside, che divenne consorte del padre e "Grande sposa reale"[7];
- Henuttaneb, che non pare sia mai stata elevata al rango di regina dal padre, benché il suo nome compaia in almeno un caso in un cartiglio reale;
- Nebetah, che divenne consorte del padre e "Grande sposa reale"[8];
- Iside, che divenne consorte del padre[9];
- la mummia identificata come The Younger Lady, rinvenuta nella tomba KV35 della Valle dei Re accanto alle mummie profanate del principino Ubensenu e della stessa Tiy. Importanti test genetici condotti nel 2010 hanno accertato che fu figlia di Amenofi III e Tiy[10], sorella di Akhenaton e madre di Tutankhamon[11];
- Baketaton, talvolta annoverata fra le figlie di Tiy basandosi su una stele in cui Baketamon compare seduta accanto a Tiy durante un pasto insieme ad Akhenaton e Nefertiti[4].
- Smenkhara, tradizionalmente ritenuto il faraone che successe ad Akhenaton, mentre oggi alcuni archeologi (come Aidan Dodson) lo ritengono immediato predecessore dell'enigmatico sovrano, o sovrana[12], Ankhtkheperura Neferneferuaton, oltre a essere stato un coreggente di Akhenaton negli ultimi anni di quest'ultimo: non avrebbe mai goduto, secondo tali teorie, di un regno in proprio[13];

## Vita a corte e influenza

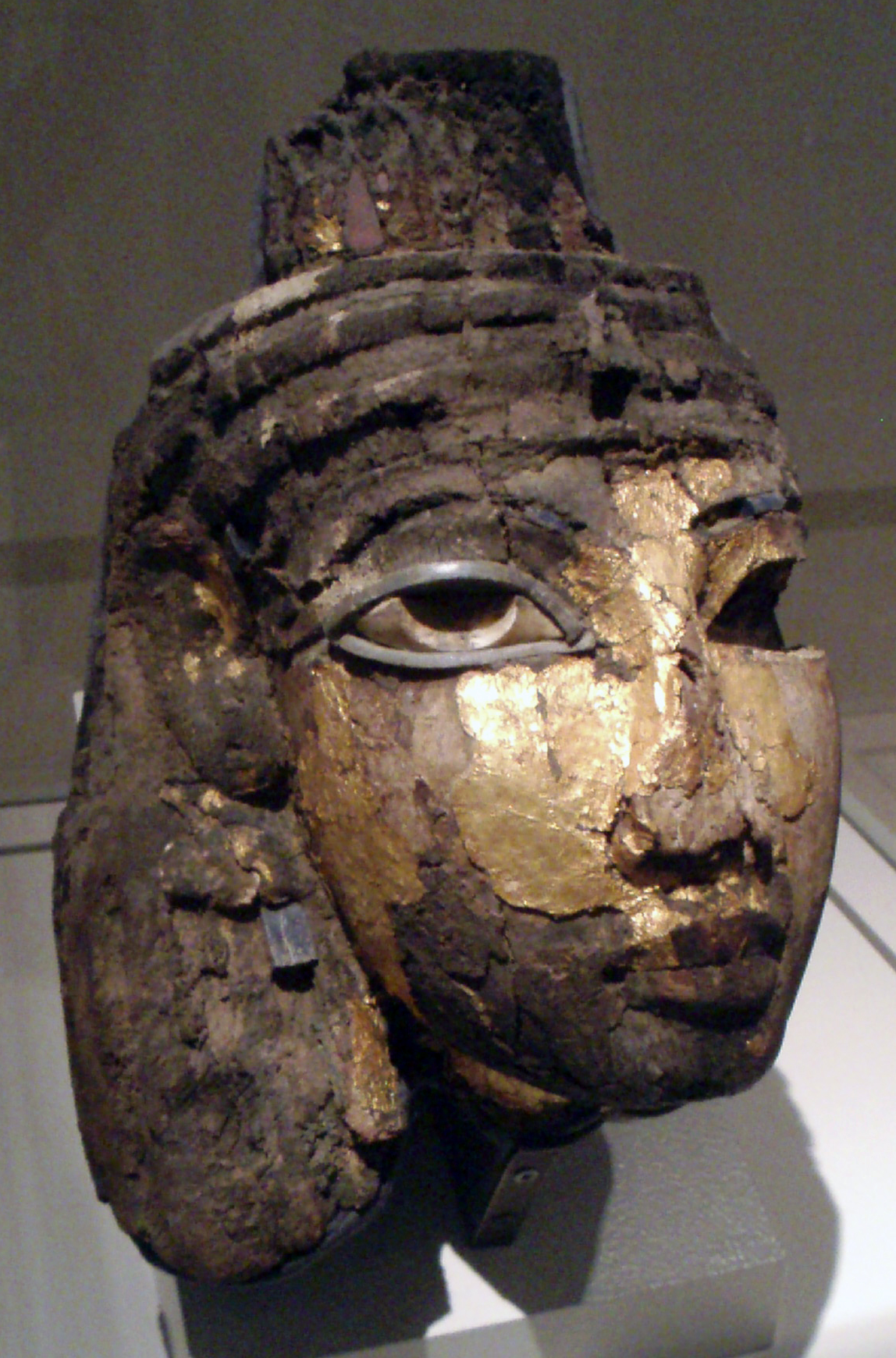
Maschera funeraria della regina Tiy. Berlino, Altes Museum

Tiy ebbe una grande influenza e gestì una parte del potere, sia durante il regno del marito che durante quello del figlio. Crescendo, Amenofi III divenne un valente sportivo, un amante della vita all'aperto e un abilissimo governante (il suo regno è considerato l'apogeo del Nuovo Regno). Egli si trovò più volte di fronte a richieste straniere di oro egiziano, così come a reali stranieri, come Tushratta di Mitanni, che chiedevano la mano delle sue figlie. Ma alla corte egiziana il lignaggio regale era trasmesso dalle donne, e il matrimonio con una delle figlie di Amenofi avrebbe significato, per un sovrano straniero, legittime pretese sulla corona dell'Alto e Basso Egitto. In questi come in altri casi, Tiy si segnalò quale importante consigliera e confidente del faraone. Lasciando di sé il ricordo di una regina saggia, intelligente e forte, Tiy ottenne sempre il rispetto dei dignitari stranieri, e i re stranieri erano disposti a comunicare direttamente con e attraverso di lei, che esercitò un ruolo attivo e costante negli affari esteri. È la prima regina d'Egitto il cui nome sia stato registrato su atti ufficiali. Prima di Tiy, scrivono O'Connor e Cline, nessuna regina precedente apparve mai in posizione tanto prominente nella vita del marito. Inoltre compare regolarmente accanto al marito nella statuaria, nelle tombe, nei rilievi e sulle stele; i loro nomi sono affiancati su un gran numero di oggetti quali recipienti e gioielli, persino su grossi scarabei commemorativi.
Tiye continuò a consigliare suo figlio Akhenaton, la cui corrispondenza con re Tushratta è illuminante circa il ruolo e la statura della regina madre a corte. Nella Lettera di Amarna EA26, il re di Mitanni corrisponde direttamente con Tiy per rimembrare le buone relazioni di cui aveva goduto con il defunto Amenofi III, ed esprime il suo desiderio di continuare, nei rapporti amichevoli, con il nuovo faraone Akhenaton.
Amenofi III, debilitato in età matura dall'obesità e da patologie dentarie molto dolorose (come emerso da esami sulla mummia), morì intorno al 38º o 39º anno del suo regno, tra il 1353 e il 1351 a.C. e fu inumato nella tomba KV22 della Valle dei Re. Tiy gli sopravvisse all'incirca vent'anni. Presso la nuova città di Akhenaton, Akhetaton, sono stati rinvenuti i resti di un palazzo per Tiy, il cui nome comunque continua a comparire nelle documentazioni degli anni dell'eresia. Tiy, unitamente alla giovane nipote Maketaton, è citata per l'ultima volta in un'iscrizione che data al 21 novembre del 12º anno di regno di Akhenaton (1338 a.C.), nel medesimo periodo in cui una grave epidemia sconvolse l'Egitto, e probabilmente anche la famiglia reale: è l'occasione in cui scompaiono dai documenti, oltre a Tiy e Maketaton, anche la regina Nefertiti e altre figlie del faraone.

## Mummia e sepoltura

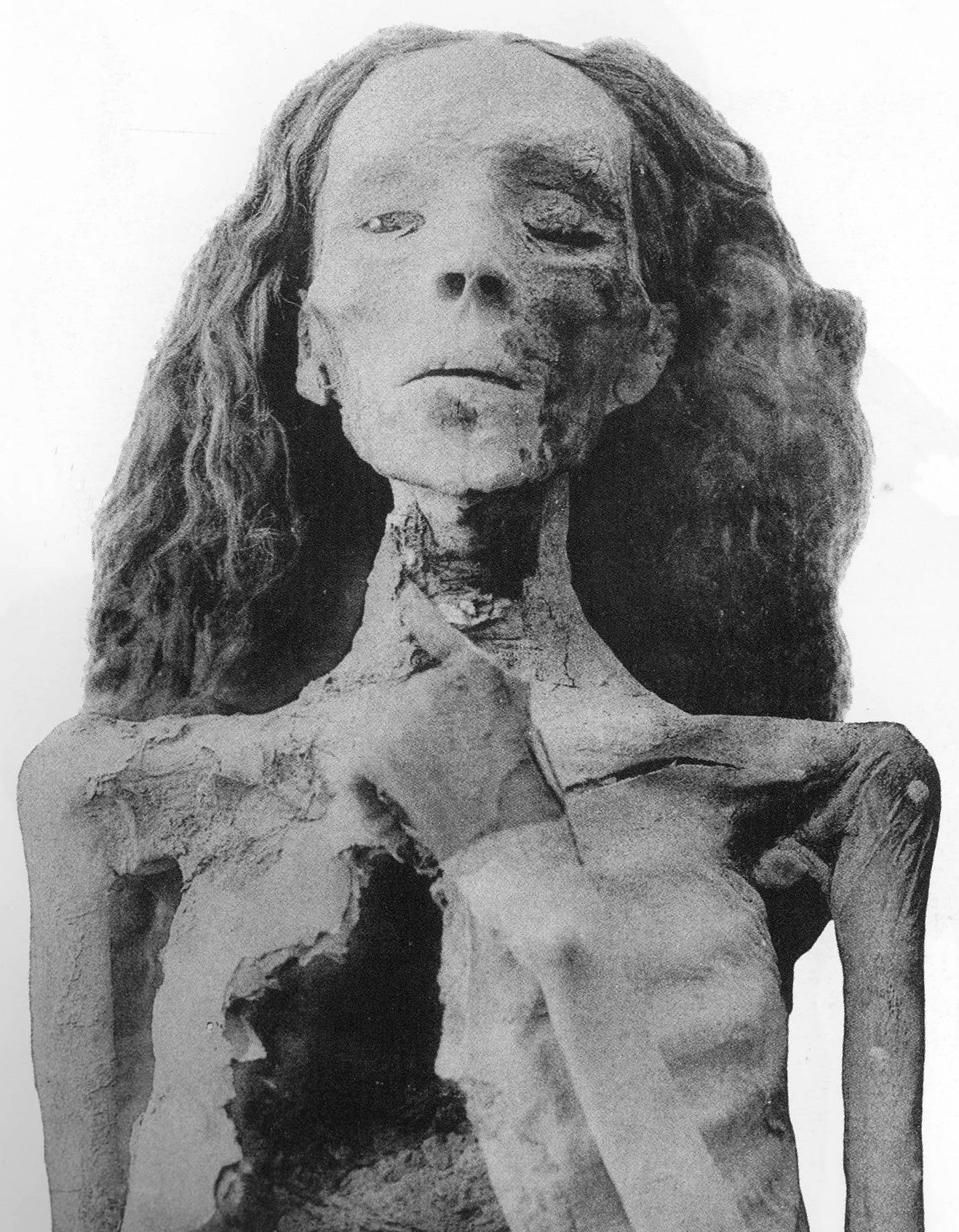
La mummia profanata di Tiy (foto di G. Elliot Smith, 1912). Museo egizio del Cairo

### La mummia dellaElder Lady(KV35)
Tiy morì nel 12º anno di regno di Akhenaton; aveva tra i 50 e 60 anni, ed era sopravvissuta di un ventennio al marito. Si ritiene che Tiy sia stata originariamente inumata nelle sepolture reali di Amarna, accanto al figlio e alla nipote Maketaton, la secondogenita di Akhenaton, siccome il frammento di una tomba adiacente a queste ultime è stato riconosciuto come proveniente dal sarcofago di Tiy. Il suo sacello funerario rivestito d'oro, sul quale la regina madre compariva accanto al figlio, fu trovato nella problematica tomba KV55, mentre alcuni dei suoi ushabti si trovavano nella tomba KV22, edificata per Thutmose IV e terminata per Amenofi III. Lo studio del suo corredo funebre e della salma di Tiy è reso particolarmente complesso dalla dislocazione di tutti questi elementi.
Amenofi III aveva commissionato, molti anni prima, un tempio funerario per Tiy a Sedeinga, in Nubia.
Il corpo mummificato di Tiy fu ritrovato nella tomba (KV35) di Amenofi II scoperta da Victor Loret nel marzo del 1898, giacente accanto ad altre due salme reali completamente sbendate e violentemente profanate (forse da parte di razziatori, ma l'entità dei danni sui corpi ha dato adito a dubbi in tal senso). Le altre due mummie appartenevano al giovanissimo principe Ubensenu (un figlio di Amenofi II) e a una donna, soprannominata The Younger Lady, la cui identità è estremamente dibattuta: importanti test genetici condotti nel 2010 hanno accertato che fu figlia di Amenofi III e Tiy, sorella di Akhenaton e madre di Tutankhamon. Tutti erano deposti, nudi, nell'anticamera della tomba. Subito vari ricercatori ipotizzarono che la mummia della donna apparentemente più anziana, e perciò chiamata The Elder Lady, appartenesse alla regina Tiy. Alcuni notarono che sarcofagi in miniatura recanti il nome di Tiy si trovavano nella tomba di Tutankhamon, come ricordi di una nonna molto amata.
Una prima analisi della mummia fu compiuta dall'anatomista Grafton Elliot Smith nel 1912. L'imbalsamazione fu eseguita con grande attenzione: i lineamenti del viso sono perfettamente riconoscibili, così come la chioma è perfettamente conservata, al punto che Elliot Smith poté notare come la regina non avesse un solo capello grigio. Il braccio destro è disteso lungo il corpo, mentre quello sinistro è piegato sul petto; in origine impugnava uno scettro, mai rinvenuto: ciò portò subito a ritenerla una regina. Nonostante la maestria degli imbalsamatori, la mummia mostra le tracce della violenza a cui la sottoposero i razziatori di tombe o altri malintenzionati: l'addome e il torace sono visibilmente sfondati, i piedi separati dalle gambe.

### Identificazione
Il succitato esame genetico del 2010, svoltosi sotto il patronato del Supremo concilio per le antichità egizie e del suo segretario Zahi Hawass, permise di identificare definitivamente la mummia della Elder Lady con la regina Tiy. Inoltre, ciocche dei suoi capelli rinvenute nella tomba di Tutankhamon combaciavano con il DNA della Elder Lady.
Il 3 aprile 2021 la sua mummia è stata traslata con la Parata d'oro dei faraoni dal vecchio Museo Egizio al nuovo Museo nazionale della Civiltà egiziana.